# Ширинка (река)
Ширинка (Ширинье) — река в России, протекает по Ярославскому району Ярославской области. Длина реки — 20 км, площадь водосборного бассейна — 79 км².
Исток реки находится около деревни Чуркино, течёт, в основном, на север через деревни Ширинье, Давыдово, Балакирево. Устье реки находится в 30 км по правому берегу реки Пахмы, выше села Афонино. Высота устья — 100,5 м над уровнем моря.
В селе Ширинье — церковь Покрова Пресвятой Богородицы и Балакирево — церковь Михаила Архангела.

## Притоки
- 2,8 км: Раздериха (лв) — длина около 10 км. Исток в урочище Пасынково у холма высотой 196 м. Течёт на восток через деревню Соловарово, устье напротив деревни Балакирево.
- Гавринский (пр) — длина около 5 км. Исток около деревни Наумовское, протекает в северном направлении между деревнями Никоновское и Конищево. Устье находится между Шириньем и Давыдовым, на расстоянии 3-4 км от каждого.
- Петрушки (лв)

## Данные водного реестра
По данным государственного водного реестра России относится к Верхневолжскому бассейновому округу, водохозяйственный участок реки — Волга от Рыбинского гидроузла до города Кострома, без реки Кострома от истока до водомерного поста у деревни Исады, речной подбассейн реки — Волга ниже Рыбинского водохранилища до впадения Оки. Речной бассейн реки — (Верхняя) Волга до Куйбышевского водохранилища (без бассейна Оки).
Код объекта в государственном водном реестре — 08010300212110000011092.